# كوينتن سميث
كوينتن سميث (بالإنجليزية: Quentin Smith)‏ (و. 1952  م) هو كاتب، وفيلسوف، وأستاذ جامعي أمريكي.